# Naturschutzgebiet Juratrockenhang mit der Felsgruppe „Zwölf Apostel“

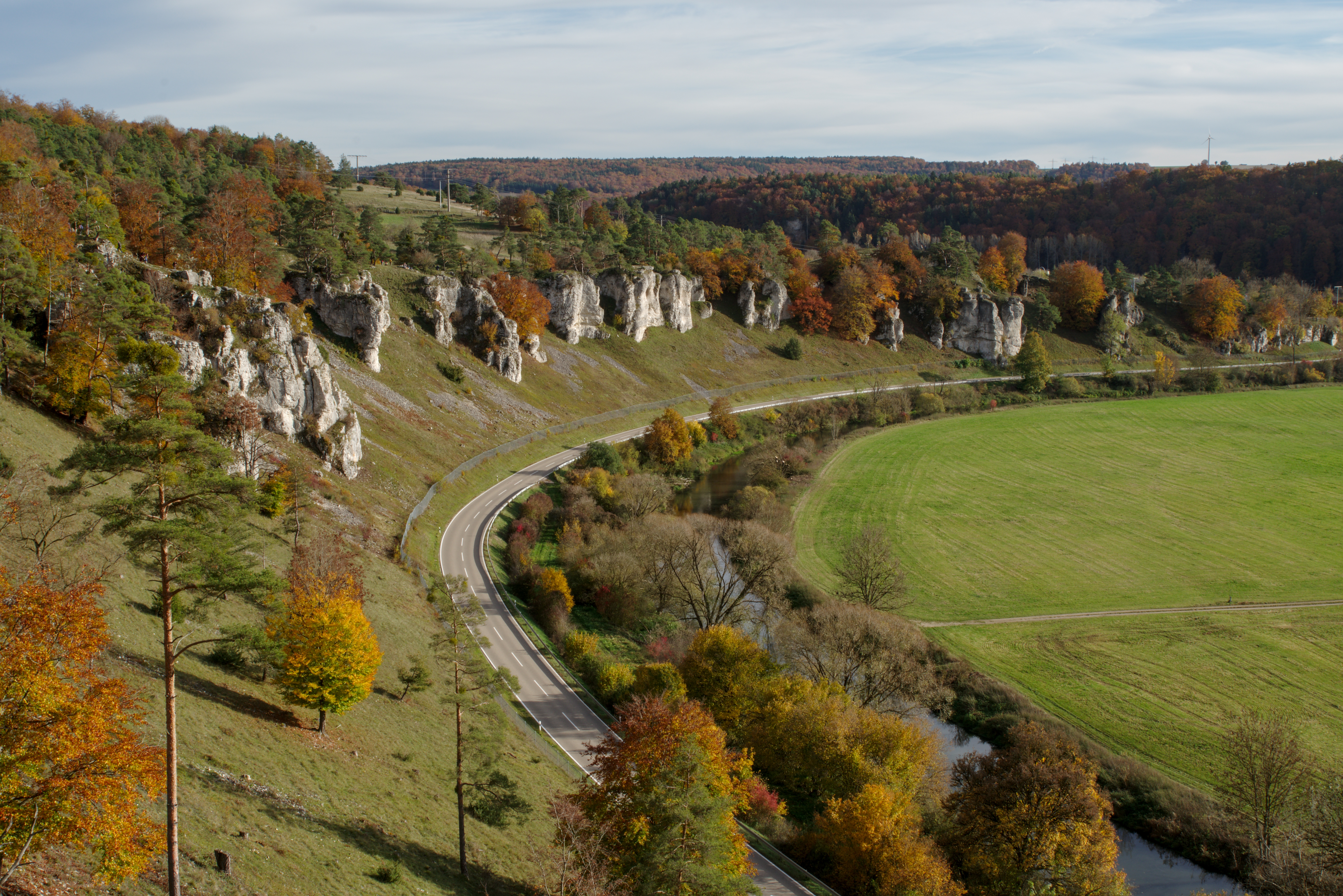
Die Zwölf Apostel bei Solnhofen

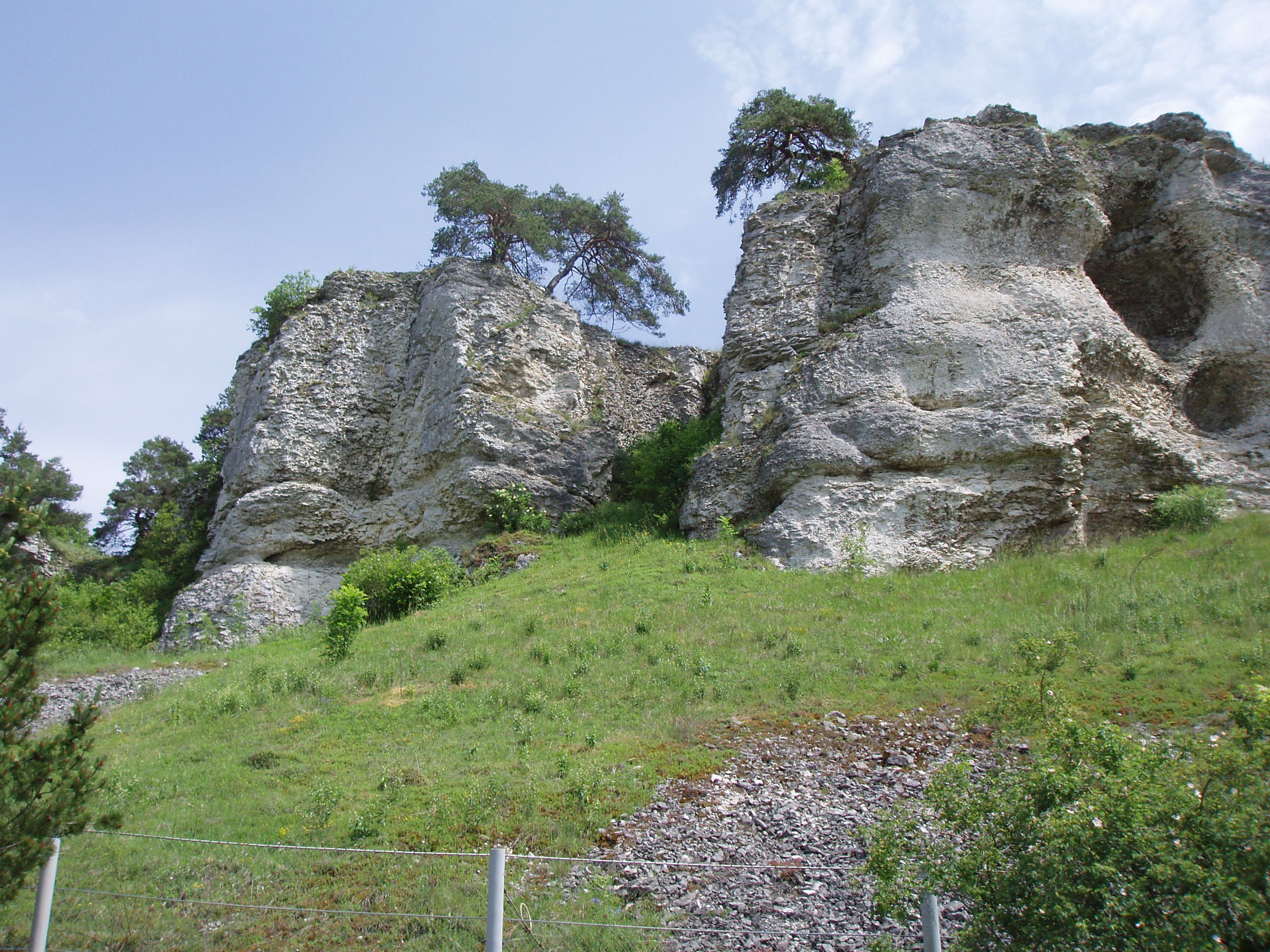
Zwei Felstürme der "Zwölf Apostel"-Felsgruppe bei Solnhofen

Das Naturschutzgebiet Juratrockenhang mit der Felsgruppe „Zwölf Apostel“ ist ein Schutzgebiet mit der Felsformation „Zwölf Apostel“ im Tal der Altmühl in Bayern.

## Lage
Das Naturschutzgebiet liegt am südlich bis westlich exponierten Talhangbereich des Altmühltales im Naturpark Altmühltal, dem mit einer Fläche von knapp 3.000 km² zweitgrößten Naturpark Deutschlands, zwischen der mittelfränkischen Gemeinde Solnhofen und deren Gemeindeteil Eßlingen. Es handelt sich um das bedeutendste und schönste Naturschutzgebiet der Südlichen Frankenalb im Altmühltal.

## Felsformation „Zwölf Apostel“
Die Felsformationen bestehen aus dolomitischem Schwammkalk und bilden über dem Altmühlufer eine Reihe von Felstürmen, die an der Schwelle des Weiß-Jurameeres nach Erosion des weicheren Malmgesteins, das auch Weißer Jura genannt wird, stehen geblieben sind. Zum Fluss hin ragen sie mehr oder weniger senkrecht aus den schräg ansteigenden Hängen auf. Die Felsfarbe wechselt zwischen elfenbeinfarben, hellgrau, graugelb und grüngrau.

## Vegetation
Sie gliedert sich um die Zwölf Apostel in zwei Bereiche. Auf dem Plattenkalk zwischen den Felsen finden sich weitläufige Halbtrockenrasen, auch Magertrockenrasen genannt, die in lichte Wacholder-Kiefern-Wälder übergehen. Im oberen Bereich der Felstürme mit ihren Felsspalten- und Felsbandgesellschaften liegt ein kleinräumiges Mosaik aus echten Trockenrasen. Ursprünglich stand hier ein Rotbuchen- und Eichenmischwald, in die der Mensch seit dem frühen Mittelalter Schafe und Ziegen trieb. Durch Verbiss der aufkeimenden Jungbäume, durch Trittschäden und durch Abholzung der älteren Bäume konnte sich im Laufe der Zeit eine licht- und wärmeliebende Flora (und Fauna) ausbreiten; die Arten wanderten aus dem Mittelmeerraum und den Steppengebieten Südosteuropas ein. Unter den 187 seltenen oder geschützten Trockenrasen-Pflanzenarten der Roten Liste finden sich bei den Zwölf Aposteln etwa das Sonnenröschen, die Karthäuser-Nelke und die Küchenschelle. Auch der Wacholder kam durch die Beweidung auf, denn dornige, stachelige, stark aromatisierte oder giftige Pflanzen fraßen die Tiere nur ungern.

## Geotop
Die Felsgruppe ist vom Bayerischen Landesamt für Umwelt (LfU) als geowissenschaftlich wertvolles Geotop (Geotop-Nummer: 577R008) ausgewiesen. Es wurde auch vom LfU mit dem offiziellen Gütesiegel Bayerns schönste Geotope ausgezeichnet.

## Tourismus
Zwei Touristenrouten des Naturparks Altmühltal, der Altmühlradweg und der von ihm getrennt verlaufende Altmühltal-Panoramaweg, ein Wanderweg, führen an den Zwölf Aposteln vorbei.

## Trivia
Am Ende der Felsgruppe befindet sich das Gasthaus Zum 13. Apostel.